# Pegomya hiroshii
Pegomya hiroshii är en tvåvingeart som beskrevs av Masayoshi Suwa 1984. Pegomya hiroshii ingår i släktet Pegomya och familjen blomsterflugor.
Artens utbredningsområde är Nepal. Inga underarter finns listade i Catalogue of Life.